# Dimitrie Cantemir, Botoșani
Dimitrie Cantemir este un sat în comuna Avrămeni din județul Botoșani, Moldova, România.
partea de nord-est a județului Botoșani,  în Câmpia Moldovei.